# Фурнье Акуна, Фернандо
Фернандо Фурнье Акуна (исп. Fernando Fournier Acuna; 13 сентября 1916, Сан-Хосе, Коста-Рика — 21 апреля 1983, Сан-Педро-Монтес де Ока, Коста-Рика) — коста-риканский государственный деятель, и. о. министра иностранных дел Коста-Рики (1954—1955).

## Биография
Получил юридическое образование. Был членом Комиссии по созданию
проекта Конституции 1949 г. и членом Национального учредительного собрания
1949 г.
- 1953—1955 гг. — заместитель министра иностранных дел Коста-Рики,
- 1955—1956 гг. — посол в Соединенных США и представитель в ОАГ.

Затем был профессором кафедры истории права и римского права на юридическом факультете Университета Коста-Рики. Издал монографию «История права».